# Chef de l'opposition (Îles Salomon)
Pour les articles homonymes, voir Chef de l'opposition.
Aux Îles Salomon, le chef de l'opposition (en anglais : Leader of the Opposition) est le député qui dirige l'opposition parlementaire. Les Îles Salomon sont une monarchie parlementaire et un royaume du Commonwealth, appliquant le système de Westminster né au Royaume-Uni. Le chef de l'opposition est défini par la Constitution comme étant le chef du groupe de députés d'opposition le plus nombreux au Parlement (art. 66). À la suite de chaque élection législative, les députés constituant l'opposition parlementaire choisissent ainsi l'un des leurs pour exercer cette fonction.

## Dispositions constitutionnelles
Le statut de chef de l'opposition parlementaire est reconnu par la Constitution, adoptée au moment de l'indépendance du pays (ancienne colonie britannique) en 1978. En application de l'article 66 de la Constitution, le chef de l'opposition est nommé à cette fonction par le gouverneur général, sur avis du président du Parlement. Ce dernier constate quel député a la confiance du plus grand nombre des députés d'opposition, et recommande ce dernier pour le poste de chef de l'opposition.
Si le chef de l'opposition cesse d'être membre du Parlement (député), ou bien s'il cesse de bénéficier de la confiance du plus grand nombre des députés d'opposition, alors le gouverneur général le démet de cette fonction (art. 66).

## Liste des chefs de l'opposition
| Législature       | Chefs de l'opposition                                                | Circonscription                                | Parti politique               | Premiers ministres                                    |
| ----------------- | -------------------------------------------------------------------- | ---------------------------------------------- | ----------------------------- | ----------------------------------------------------- |
| Ire (1976-1980)   | Bartholomew Ulufa’alu                                                | Honiara est                                    |                               | Sir Peter Kenilorea                                   |
| IIe (1980-1984)   | Solomon Mamaloni, puis Sir Peter Kenilorea                           | Makira ouest 'Are'are est                      |                               | Sir Peter Kenilorea, puis Solomon Mamaloni            |
| IIIe (1984-1988)  | Solomon Mamaloni                                                     | Makira ouest                                   |                               | Sir Peter Kenilorea, puis Ezekiel Alebua              |
| IVe (1989-1993)   | Andrew Nori, puis Joses Tuhanuku                                     | 'Are'are ouest Rennell-Bellona                 |                               | Solomon Mamaloni                                      |
| Ve (1994-1997)    | Solomon Mamaloni, puis Baddeley Devesi, puis Edward Huni’ehu         | Makira ouest Guadalcanal nord-est 'Are'are est |                               | Francis Billy Hilly, puis Solomon Mamaloni            |
| VIe (1997-2001)   | Solomon Mamaloni, puis Manasseh Sogavare, puis Bartholomew Ulufa'alu | Makira ouest Choiseul est Aoke-Langalanga      |                               | Bartholomew Ulufa'alu, puis Manasseh Sogavare         |
| VIIe (2001-2005)  | Patteson Oti, puis John Garo, puis Francis Billy Hilly               | Temotu Nende Kwaio ouest Ranonga-Simbo         |                               | Sir Allan Kemakeza                                    |
| VIIIe (2006-2010) | ?, puis Fred Fono, puis Manasseh Sogavare                            |                                                |                               | Snyder Rini, puis Manasseh Sogavare, puis Derek Sikua |
| IXe (2010-2014)   | Steve Abana, puis Derek Sikua                                        | Fataleka Guadalcanal centre-est                | Parti démocrate Parti libéral | Danny Philip, puis Gordon Darcy Lilo                  |
| Xe (2014-2018)    | Jeremiah Manele, puis Manasseh Maelanga                              | Hograno-Kia-Havulei                            | Alliance démocratique         | Manasseh Sogavare                                     |
| XIe (depuis 2018) | Matthew Wale                                                         | Aoke-Langalanga                                | Parti démocrate               | Manasseh Sogavare                                     |